# Calligra Stage
Calligra Stage, anteriorment KPresenter, és un programa de presentació lliure. El format natiu és un XML comprimit amb ZIP. KPresenter és capaç d'obrir i treballar amb presentacions de documents Microsoft Powerpoint, Magicpoint i OpenOffice.org Impress.